# Agamia agami
La garza agamí (Agamia agami) es una especie de ave del orden Pelecaniformes perteneciente a la familia Ardeidae de mediano tamaño, nativa de América Central y Suramérica. Es el único miembro del género Agamia. Se llama también vaco colorado, garza colorada (Colombia), o garza pechicastaña (Venezuela). En Brasil se llama Soco beija-flor, la garza picaflor, por el color de su plumaje. De acuerdo con IUCN, esta garza está amenazada globalmente bajo la categoría de vulnerable debido a la pérdida y destrucción de su hábitat .

## Descripción

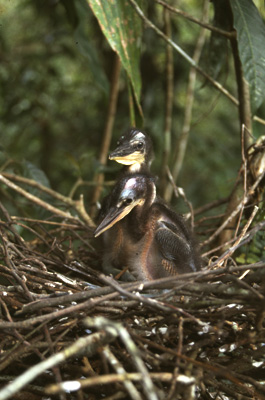
Nido con crías

La garza agamí, una especie poco común, tiene un tamaño de 66 a 76 cm. Las patas son relativamente cortas para una garza, pero tiene un pico delgado y largo. El cuello y la parte inferior son de color castaño. Una línea blanca corre por el centro de la garganta. Las alas son de color verde. Finas plumas azules adornan la cabeza, los lados de la garganta, y la base de la espalda. El color de las patas, el pico, y los parches faciales desnudos son de color amarillo deslucido.
Ambos sexos son similares, pero las aves jóvenes son de color marrón en la mayor parte del cuerpo con partes inferiores blancas.
Normalmente una hembra pone dos huevos de color azul claro.

## Distribución y hábitat
La garza agamí es una especie neotropical de Centro y Suramérica. Su distribución abarca desde el sureste de  México, el centro y la costa Caribe de Centroamérica, hasta la cuenca del Amazonas en Suramérica. Se encuentra en los países de México, Guatemala, Belice, El Salvador, Honduras, Nicaragua, Costa Rica, Panamá, Colombia, Ecuador, Guyana Francesa, Surinam, Guyana, Venezuela, Perú, Bolivia y Brasil.
Esta especie evita las áreas abiertas y prefiere bosques pantanosos, bosques de mangle, bosques de galería y humedales de agua dulce entre los 0 m y 300 m, aunque existen registros de esta garza a 2600m en los Andes. Hacen sus nidos en colonias de una o varias especies. Los nidos son plataformas hecho de palitos sobre arbustos o árboles ubicados sobre o cerca del agua. Pocas colonias son conocidas pero algunas colonias pueden albergar desde cientos hasta miles de nidos. Algunas colonias son las de una isla minúscula en el centro de una laguna en Pacuare Nature Reserve (Costa Rica), Tapiche Reserve (Perú), Réserve Naturelle Nationale des Marais de Kaw-Roura y Parc Amazonien (Guayana Francesa) y otras colonias localizadas fuera de áreas protegidas en manglares del Caribe de Colombia, México y Belice.

## Comportamiento
Pese a su plumaje vistoso y colorido, la garza agamí no es fácil de observar pues permanece oculta e inmóvil en sitios con vegetación densa. Durante su época no reproductiva es una garza solitaria, silenciosa y huidiza mientras que las colonias de anidación se caracterizan por ser ruidosas debido a los constantes sonidos, tales como los ronquidos o el traqueteo característico de los picos de aves jóvenes, polluelos y adultos.
Acechan a su presa (peces, ranas, reptiles pequeños, caracoles, entre otros) en aguas superficiales y sombreadas en áreas boscosas. Esperan inmóviles desde una percha ubicada en una rama o raíz de un árbol o directamente en el agua donde pueden vadear muy lentamente. Raramente caminan en aguas abiertas.
Varios comportamientos de cortejo tanto de hembras como de machos han sido observados. Durante la época reproductiva la piel desnuda entre el ojo y la fosa nasal puede cambiar a un rojo intenso, y ambos sexos pueden presentar en su cabeza, de manera temporal, largas plumas plateadas o de azul claro.

## Conservación
La garza agamí es una especie muy huidiza y poca conocida científicamente, lo cual es un desafío para conservacionistas. Su hábitat aislado y su comportamiento pueden explicar su aparente rareza. Es considerado Vulnerable por la Lista Roja de la UICN debido a la pérdida de hábitat en el Amazonas. Los esfuerzos de conservación deben concentrarse en la protección de importantes sitios de colonias, desarrollando una mejor comprensión de los diferentes tipos de hábitat y sus requerimientos de hábitat, así como la biología de la especie.